# The Royal Razz
The Royal Razz è una comica muta del 1924 diretta da Leo McCarey con protagonista Charley Chase.
Il film fu distribuito il 21 dicembre 1924.